# بقية وردية
بقية وردية أو زهرة البق الوردية (الاسم العلمي: Coreopsis rosea) هو نوع نباتي يتبع جنس البقية من فصيلة النجمية.